# Montfortia subemarginata
Montfortia subemarginata is een slakkensoort uit de familie van de Fissurellidae. De wetenschappelijke naam van de soort is voor het eerst geldig gepubliceerd in 1819 door Blainville.